# Hilgenroth
Hilgenroth település Németországban, Rajna-vidék-Pfalz tartományban. Lakosainak száma 294 fő (2023. december 31.).

## Népesség
A település népességének változása:
| Lakosok száma | 284  | 295  | 303  | 304  | 296  | 294  |
|               | 1975 | 2017 | 2019 | 2021 | 2022 | 2023 |